# Альфастрахование
Группа «АльфаСтрахование» — одна из крупнейших в России страховых групп по размерам страховых премий. Портфель страховых услуг группы диверсифицирован и включает большой набор страховых продуктов для бизнеса и для частных лиц. В 2017 году группа заняла второе место в рэнкинге по сборам страховых премий, пропустив вперёд только группу «Согаз». Уставный капитал — 22,5 млрд руб. Компании группы относятся к категории системообразующих российских страховых компаний.

## История
Головная компания группы создана в 1992 году, первоначальное название — «Восточно-Европейское страховое агентство» («ВЕСтА»). Её учредителями выступили РТСБ, Российский Национальный Коммерческий Банк, Инвестиционный банк «Восток-Запад», АО «Авиазапчасть», «АСАЛМАЗ» и ряд крупных экспортно-импортных компаний, входивших в холдинг «АТЕКС». Под брендом «АльфаСтрахование» работает с 2001 года — после покупки группой «Альфа-Групп» и слияния с ней компании собственной компании «Альфа-Гарантии» (год создания — 1999).
В 2003 году под тем же брендом была создана компания «АльфаСтрахование-Жизнь», которая специализируется на накопительном страховании жизни. Начинается формирование страховой группы «АльфаСтрахование». В 2005 году группа приобрела страховую компанию «Аверс» (Казань, имущественное страхование), а в 2008 году приобрела страховую компанию СКМ (Челябинск, имущественное страхование).
В 2009 году «АльфаСтрахование» приобрела медицинскую страховую компанию «Вирмед» (Тула, медицинское страхование), создается компания «Медицина альфастрахования» и начинает развиваться сеть медицинских центров «Альфа — центр здоровья».
В 2010 году акционеры страховой группы «Авикос-Афес» (авиационное страхование) договорились о её продаже и о вхождении в состав группы «АльфаСтрахование».
В 2011 году «АльфаСтрахование» купила принадлежавшую «Аэрофлоту» страховую компанию «Москва» (авиационное страхование), которую через два года, после вывода из неё бизнеса, продала ТКС-банку. В этом же году приобретены медицинские страховые компанияи «АсСтра» (Ростов-на-Дону, медицинское страхование) и «Сибирь» (Кемерово, медицинское страхование).
В 2012 году группа приобрела ООО «Поликлиника Уралкалий-Мед» (Березники), владеющее сетью частных клиник на Урале. В следующем году приобретённая ранее компания «Вирмед» реорганизовалась в компанию «АльфаСтрахование-ОМС».
В 2015 году группа приобрела страховую компанию «Югория-Мед» (Ханты-Мансийск, медицинское страхование), а в 2019 — страховую компанию «Надежда» (Красноярск).
В 2022 году в состав «АльфаСтрахование» вошёл стартап «Манго Страхование», купленный «Альфа-Групп» годом ранее.

## Деятельность
Группа «АльфаСтрахование» представлена в регионах России — на территории страны деятельность осуществляют более 270 региональных представительств. В состав группы «АльфаСтрахование» входят:
- АО «Альфастрахование» (головная компания группы)➤;
- ООО «Альфастрахование-Жизнь»➤;
- ООО «Альфастрахование-ОМС»➤;
- ООО «Медицина Альфастрахование»➤;

«АльфаСтрахование» входит в консорциум «Альфа-Групп».

### АО «Альфастрахование»
АО «Альфастрахование» является крупнейшей частной страховой компанией России по оценке журнала Forbes. Штаб-квартира компании расположена в Москве.
Компания занимается страхованием и перестрахованием на основании лицензий СЛ № 2239, СИ № 2239, ОС № 2239-02, ОС № 2239-03, ОС № 2239-04 и ОС № 2239-05 и ПС № 2239, выданных ЦБ РФ 16 сентября 2024 года.
В 2020 году компания «Альфастрахование» заняла 2-е место по объёму собранных страховых премий на российском рынке (114,9 млрд руб., доля рынка 7,5 %) и 2-е место по ОСАГО (31,6 млрд руб., доля рынка — 14,4 %).
Размер уставного капитала АО «Альфастрахование» — 22,5 млрд руб.
Компании присвоены рейтинги нескольких международных и российских рейтинговых агентств:
- «ВВ+», прогноз «стабильный» (по шкале Fitch Ratings) (2021)[39]. В марте 2022 года рейтинг был несколько раз понижен, а затем отозван[40];
- «ВВB-», прогноз «негативный» (включён в список рейтингов под наблюдением Credit Watch) (2022) (по шкале S&P)[41]
- «ruААА», прогноз «стабильный» (по шкале «Эксперт РА») (2022)[35];
- «AAA.ru», прогноз «стабильный» (по шкале рейтингового агентства НКР) (2022)[42].

### «Альфастрахование-Жизнь»
«Альфастрахование-Жизнь» — компания по страхованию жизни, входящая в группу «АльфаСтрахование». Основана в 2003 году. Осуществляет деятельность на основании лицензий ЦБ РФ СЛ № 3447 и СЖ № 3447 от 16 сентября 2024 года. Компания обслуживает более 1,8 млн клиентов. Размер уставного капитала компании составляет 400 млн рублей.
Имела рейтинговую оценку «ruAA» рейтингового агентства «Эксперт РА» до 2021 года (летом 2021 рейтинг был отозван по решению компании). В настоящее время действует рейтинг рейтингового агентства НКР на уровне АА+.ru (2022 год).
Входит в топ-2 по объёму сборов среди компаний-страховщиков жизни и в топ-10 среди всех страховых компаний России (2021 год).
Объём сборов страховщика в 2020 году составил 84,9 млрд рублей.

### «Альфастрахование-ОМС»
Компания по обязательному медицинскому страхованию, входящая в группу «АльфаСтрахование». Основана в 1992 году.
Лицензия на осуществление операций С 0193 77 от 16 сентября 2024 года, выданная ФСФР.
С 1 апреля 2014 года в состав ООО «Альфастрахование-ОМС» включены АО «Страховая медицинская организация „Сибирь“», ООО «Альфастрахование-МС», ООО Медицинская страховая компания «Асстра».
Размер уставного капитала — 120 млн рублей. Рейтинг «Эксперт РА» на уровне «А++» был подтвержден осенью 2021 года и отозван по решению компании в сентябре 2022 года.

### «Медицина Альфастрахование»
Управляющая компания сети клиник группы «Альфастрахование», работающих под брендом «Альфа-Центр Здоровья». Сеть состоит из многопрофильных медицинских центров в 11 городах России: Москве, Самаре, Саратове, Перми, Кирове, Ярославле, Нижнем Новгороде, Мурманске, Тюмени, Ростове-на-Дону и Березниках.
В 2019 году сеть клиник «Альфа-Центр Здоровья» входила в число 20 крупнейших частных медицинских компаний России.

## Награды и признание
Компания в 2016—2018 годах трижды становится лауреатом ежегодной премии Travelers’ Choice международного портала для путешественников TripAdvisor в категории «Любимая страховая компания для путешествий».
В начале 2018 года блок «Медицина» «Альфастрахование» стал лауреатом премии «Развитие регионов. Лучшее для России» в номинации «Лучший сервис страховых услуг», категория — «Финансовые и страховые услуги».
Летом 2018 года «Альфастрахование» становится лауреатом международной премии Global Brands Awards в номинации «Любимый страховой бренд в России».
В 2020 году приложение «Альфастрахование Мобайл» стало лидером в рейтинге эффективности мобильных приложений страховщиков, впервые подготовленном консалтинговым агентством Markswebb. Кроме того, в 2020 году компания «АльфаСтрахование-ОМС» получила премию «Права потребителей и качество обслуживания» в номинации «Финансовая грамотность и открытость».

## Санкции
В декабре 2023 года, из-за российского вторжения на Украину, группа «Альфастрахование» включена в санкционный список стран Евросоюза и Швейцарии. Евросоюз отмечал что компания заключила страховые договора с Росгвардией и Министерством обороны России, а также с предприятиям военно-промышленного комплекса России, кроме того были застрахованы военные транспортные средства, используемые Росгвардией в войне против Украины, таким образом группа «оказывает материальную поддержку действиям, которые подрывают либо угрожают территориальной целостности, суверенитету и независимости Украины». Ранее, в июле 2023 года, «Альфастрахование» была включена в санкционный список Украины. 21 февраля 2024 года «Альфастрахование» включена в санкционный список Канады против организаций связанных с военно-промышленным комплексом».